# مکرتیچ کامالیان
مکرتیچ هایراپتی کامالیان (ارمنی: Մկրտիչ Հայրապետի Քամալյան؛ زاده ۳ مارس ۱۹۱۵ - درگذشته ۱۹ مارس ۱۹۷۱) نقاش اهل ارمنستان بود.

## زندگی‌نامه
وی در ۳ مارس [سبک قدیمی: ۱۸ فوریه] ۱۹۱۵ در قارص در به دنیا آمد و از آکادمی دولتی هنرهای تفلیس (۱۹۴۱) فارغ‌التحصیل گشت. وی همچنین برنده جوایزی همچون نقاش شایسته ارمنستان شوروی شد. وی در ۱۹ مارس ۱۹۷۱ در سن ۵۶ سالگی در ایروان درگذشت.